# Ordre de Saint-Georges de Carinthie
Pour les articles homonymes, voir Ordre de Saint-Georges (homonymie).

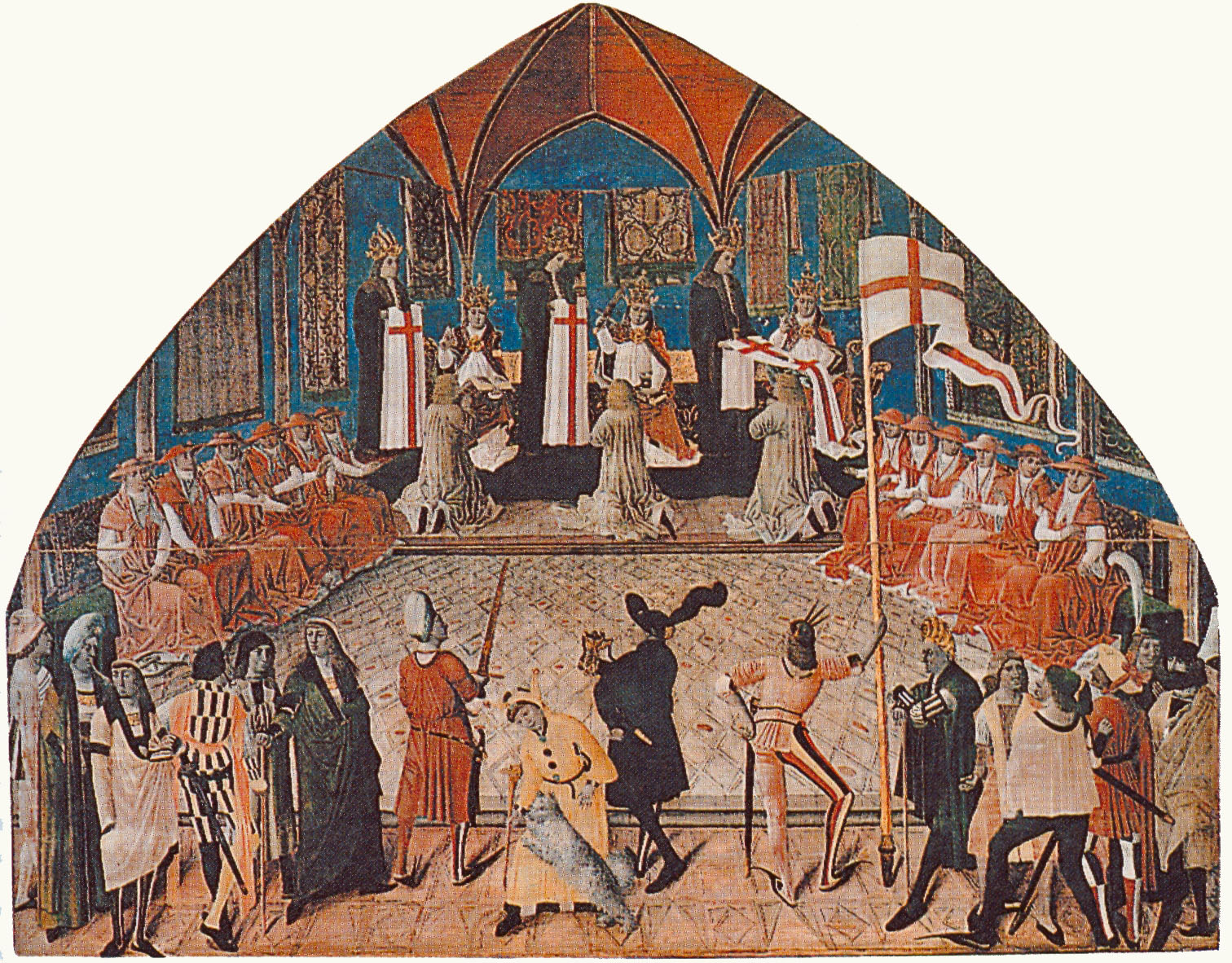
La désignation du premier grand maître de l'ordre de Saint-Georges à la basilique du Latran.

L’ordre de Saint-Georges de Carinthie (en latin : Ordo militaris Sancti Georgii) était un ordre de chevalerie fondé par l'empereur Frédéric III, de la maison de Habsbourg, et approuvé par le pape Paul II en 1469. Il a été établi, à la requête de son fondateur, dans la perspective d'exalter la foi chrétienne en suivant le modèle de l’ordre Teutonique. Son but implicite était de combattre la menace des conquêtes ottomanes dans les pays autrichiens après la chute de Constantinople en 1453. 
L'emblème de l'ordre était une croix rouge dans un cercle sur fond blanc. Son siège fut établi dans l'ancienne abbaye bénédictine à Millstatt en Carinthie.

## Historique
En 1462 l'empereur Frédéric III, assiégé à la Hofburg de Vienne par les troupes de son frère cadet Albert VI, fit le vœu d'entreprendre un pèlerinage à Rome, de créer un évêché et de fonder un ordre militaire. Après le décès d'Albert l'année suivante, Frédéric a commencé à tenir ses promesses : en novembre 1468 il se rendit à Rome, où le premier grand maître Johann Siebenhirter fut désigné le 1er janvier 1469. En même temps, les diocèses autrichiens de Vienne et de Wiener Neustadt sont créés par la bulle pontificale In supremae dignitatis. De 1479 à 1528, l'évêché de Wiener Neustadt fut incorporé à l'ordre de Saint-Georges.

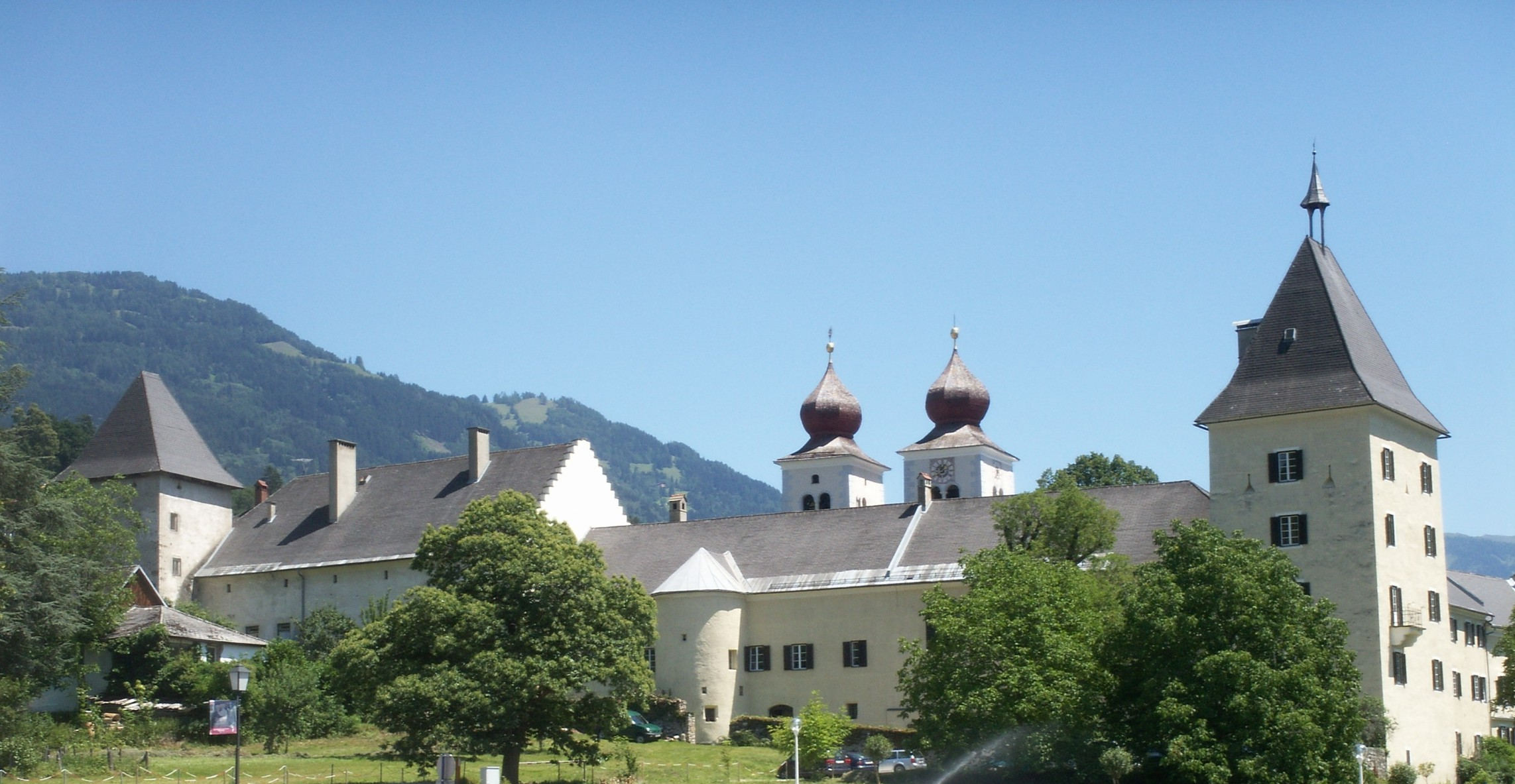
L'abbaye de Millstatt.

Le 14 mai 1469, le monastère de Millstatt avec ses vastes possessions devint la résidence des chevaliers. L'empereur Frédéric, lui-même le bailli de l'ancienne abbaye, a ordonné la suppression du couvent. La situation géographique en Carinthie semblait favorable pour faire face à la menace des ottomanes. L'ordre a reçu de plus domaines à Maria Wörth, À Sternberg et à Landskron, ainsi qu'à Pürgg et à Sankt Lorenzen en Styrie et à Bozen en Tyrol. Toutefois, le nombre de membres reste limité.
Dès le début, l'ordre fut intimement lié à la dynastie des Habsbourg, notamment le fils de Frédéric III, l'empereur Maximilien Ier, qui lui-même est devenu un membre et garantissait un fort soutien économique et politique. L'ordre comprenait à la fois des prêtres et des chevaliers, qui prononçaient les vœux  de chasteté et obéissance. Les prêtres étaient subordonnés au Prieur (Probst), les chevaliers au grand maître (Hochmeister). Ils choisirent deux des trois grands maîtres connus, l'un et l'autre parmi les officiers royaux, et les Habsbourg les élevèrent alors au rang de princes (Reichfürsten). Les chevaliers ont laissé des importantes œuvres de considérable valeur historique artistique que le livre de prières de Maximilien, un antiphonaire richement décoré, des incunables et les fresques de l'église de Millstatt.  
Néanmoins, les successeurs de Maximilien, Charles Quint et son frère Ferdinand Ier n'ont pas manifesté d'intérêt pour l'ordre, qui n'a jamais compté plus de 40 membres en tout. En 1598, il n'était formé que de trois frères. Échouant dans l'accomplissement de ses objectifs, l'archiduc Ferdinand II cède ses biens au collège des jésuites à Graz le 26 juillet 1598. Une dissolution formelle de l'ordre n'est pas documentée.
Un pseudo-ordre de Saint-Georges de Carinthie décerne actuellement des décorations de fantaisie, renvoyant à une prétendue confirmation du prieuré en Autriche par l'empereur Charles Ier en 1917. D'ailleurs, un ordre laïc du même nom (Alter Orden vom St. Georg) fut établi en 1768. En 2008, un ordre dynastique de Saint-Georges a été réorganisé sous l'égide d'Otto de Habsbourg-Lorraine.